# Норії Хами
35°8′7″ пн. ш. 36°45′11″ сх. д. / 35.13528° пн. ш. 36.75306° сх. д.

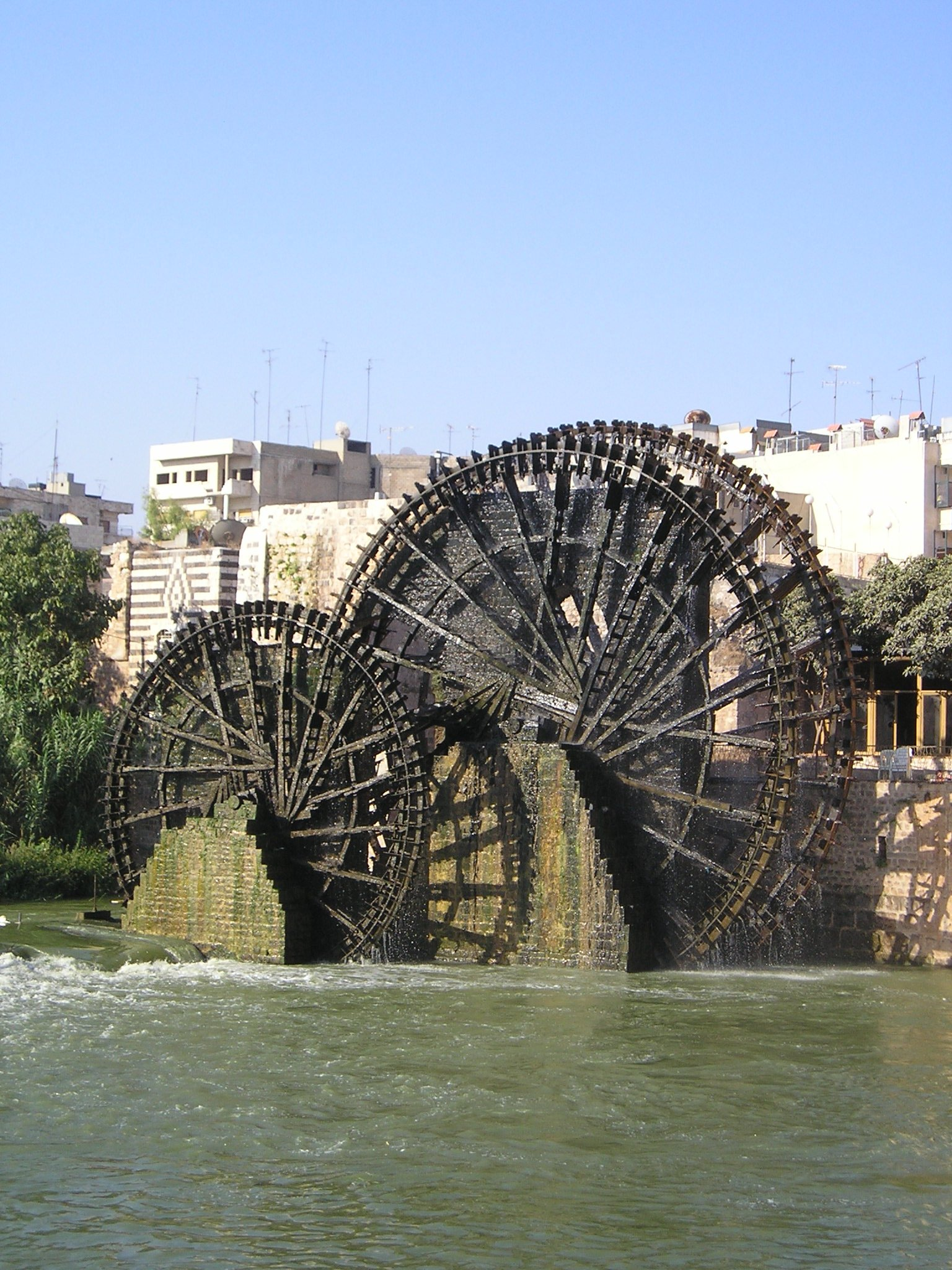
Норії Хами на річці Оронт

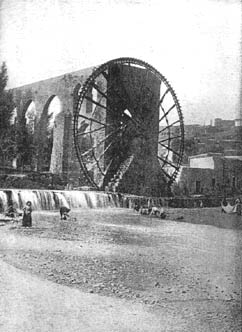
Норія аль-Мухаммадія на початку XX століття

Норії Хами (араб. نواعير حماة) — ряд норій на річці Оронт, що розташовані у місті Хама, Сирія. Лише сімнадцять з оригінальних норій збереглися до нашого часу. Більшість з них не використовуються за призначенням у наш час, а мають лише естетичне значення, та є однією з головних туристичних пам'яток міста. Їх називають "найбільш чудовими норіями, що коли-небудь побудовані". Норії Хами були попередньо представлені до об'єктів світової спадщини ЮНЕСКО Сирійською Арабською Республікою у червні 1999 року.

## Історія
Найбільш ранні свідоцтва про норії у Хамі відомі з часів візантійської ерохи, хоча жодна з норій, які є у Хамі сьогодні не передувала династії Аюбідів. Проте мозаїка, знайдена в Апамеї, що датована 469 роком нашої ери, має зображення невеликої норії, що дуже схожа на норії у Хамі. Це дає можливість припускати, що ці норії мають більш давні витоки. У наш час залишилося лише 17 норій, які не використовуються.

## Опис
Норія (араб. ناعورة) — транспортний засіб для переміщення рідини чи сипких матеріалів системою ковшів, що закріплені через певні проміжки на колесі, безкінечній стрічці, ланцюгах або канатах. Використовуються у гірничій справі. В давнину, а подекуди й досі вживалися для зрошування.